# املتون کومبریا
املتون کومبریا (به انگلیسی: Embleton) یک روستا و محله مدنی در بریتانیا است که در الیردال واقع شده‌است. املتون کومبریا ۲۹۴ نفر جمعیت دارد.